# Ricoy Supermercados
Ricoy Supermercados é uma rede brasileira de supermercados, atuante principalmente na cidade de São Paulo e em sua região metropolitana, mas também no litoral e no interior paulista. Ocupa a 4.ª posição entre as maiores redes de supermercados do estado de São Paulo, com aproximadamente 75 lojas e mais de 4500 funcionários.

## Histórico
A empresa surgiu em 1994, com a fusão das redes Yokoy e Riviera, ambas fundadas na década de 1970 e atuantes na Zona Sul de São Paulo. Nos anos seguintes, a Ricoy passou a adquirir novas lojas e redes de supermercados menores. Hoje, além das redes Ricoy, administra as bandeiras Economax, A+, Yokoi e Riviera. Recentemente, a Ricoy anunciou a compra do Supermercado Gimenes, sediado em Sertãozinho e proprietário de 29 lojas (algumas desativadas) espalhadas pelo interior; um recente acordo com o Carrefour possibilitou que o Ricoy ficasse com 12 lojas do Gimenes, de menor porte, e o Carrefour com 10 lojas que têm espaço físico para serem convertidas em hipermercados. O Ricoy mesmo já se desfez de muitas lojas no interior, as de Ribeirão Preto, Rio Claro, entre outras, que por estarem muito longe de sua base operacional em São Paulo, geravam muitos custos
Em outubro de 2013, a imprensa divulgou que Rodolfo Junji Nagai, um dos maiores nomes do varejo brasileiro, ex-proprietário da rede Assaí, estaria negociando a compra da rede Ricoy. Tal fato foi confirmado em meados de novembro, conforme Rodolfo Nagai comprou 33% da rede,  tornando-se assim sócio majoritário e avaliando a possibilidade da rede Ricoy atuar também no setor atacarejo.
Em 2012, a rede Ricoy compra o supermercado Estrela, no município de Polvilho, interior de São Paulo, sendo este transformado em Vencedor Supermercado e a rede de açougues Rei do Gado, que tinha três lojas na Zona Sul da capital paulista. Em novembro de 2012, o Ricoy assume as operações dos supermercados Russi, com sede em Jundiaí, com 16 lojas em vários municípios da região, como Vargem Grande Paulista e Franco da Rocha. No dia 21 de dezembro de 2012, é inaugurada na Avenida Atlântica, Zona Sul de São Paulo, a nova loja com o nome Vencedor Atacadista, com o conceito de atacarejo, o mesmo que consagrou Rodolfo Nagai com a criação do Assai Atacadista.
Dia 6 de fevereiro de 2014, o grupo reinaugura a loja do Jardim Eliana, transformada em outra bandeira, denominada Ricoy Atacadista, visando concorrer com uma nova loja do Akki Atacadista no mesmo bairro. O Ricoy conta com 22 lojas no modelo atacarejo em São Paulo e alguns municípios da região metropolitana de São Paulo. Muitas delas eram da rede Russi, adquirida cerca de um ano antes pelo grupo Ricoy.
Em 2015, devido a grande crise vivida pelo país, a rede Ricoy adotou medidas de redução de custo, entre elas unificação de bandeiras, fechamento de lojas e demissão de funcionários. Ainda em 2015, foram vendidas algumas lojas do interior sob bandeira Ricoy e fechadas algumas unidades em São Paulo. Estavam previstas para 2016 a mudança de bandeira de todas a lojas Ricoy Atacadista para Vencedor Atacadista, gerando assim uma breve redução de custos operacionais.
No mês de fevereiro de 2017, o grupo muda a estratégia de algumas lojas ociosas, que passam a se denominar Sacolão RK. São três lojas, que passam a ter mais ênfase em hortifrutigranjeiros, diminuindo a área de venda de mercearia, açougue e padaria. Surpreendentemente, a loja considerada a loja número um da região do Grajaú, foi uma das que mudaram para esse formato. Tal loja foi inaugurada ainda como Mercadinho Irmãos Yokoi nos anos 70.
Ainda em 2017, a Ricoy vem fechando lojas gradativamente. Somente neste ano, foram quatro unidades fechadas ou vendidas. A loja com bandeira A+ foi vendida para a rede de supermercados Da Praça, enquanto a unidade que havia sido transformada em Sacolão RK, localizada no bairro Cantinho do Céu, fechou as portas em 30 de setembro, dando espaço para uma unidade da rede Boizão de supermercados. Ainda existem unidades que foram extintas, como a unidade localizada em Taboão da Serra, que não suportou a concorrência com um Assaí Atacadista e com outro concorrente na mesma avenida, chamado Doces Maringá.
Ainda em 2017 o Grupo Ricoy abre mais uma loja sob a bandeira Vencedor Atacadista no bairro Baeta Neves onde antigamente foi uma garagem da Júlio Simões. Para o ano de 2018 estão previstos investimentos em um novo formato  dentro das unidades do Vencedor Atacadista. A Vence Farma drogaria deverão ser inauguradas algumas unidades dentro das lojas sendo  a primeira na unidade Baeta Neves. 
Em 2018 não tem grandes novidades apenas o fechamento de mais um unidade localizada na Av. Dona Belmira Marin 4300 Jd.shangrilá segundo pessoas da região dizem que o imóvel foi comprado pelo grupo sonda e será transformado em uma loja da rede Sonda ou Cobal. Também aconteceu a descontinuidade da bandeira Sacolão RK. Ainda uma loja da bandeira Vencedor Atacadista foi fechada na cidade de Vinhedo.
2019 ainda reflete o cenário catastrófico que o país vinha vivendo. Lojas fechadas diminuição de pessoal e a rede hoje conta com 74 lojas 25 delas sob a bandeira Vencedor atacadista e as demais 49 sob as bandeiras Ricoy pery pão de mel e Russi muitas delas "Capengando" com muito pouco  movimento e escassez de funcionários e  mercadorias  muitos dizem que a rede não vai  longe a não  ser que a economia volte a crescer alavancando também  o faturamento da rede. No início do mês de setembro de 2019, o supermecado Ricoy esteve no noticiário nacional e internacional . O motivo foi uma cruel sessão de tortura contra um jovem negro por seguranças do supermecado. O brasil ficou chocado com tamanha barbárie. Outras denúncias, revelaram que o supermercado vem utilizando esses métodos obscuros contra jovens negros que tentam furtar algo dentro dos estabelecimentos da Ricoy. No dia 07 de setembro, cerca de 10 mil manifestantes fizeram um protesto em frente ao supermecado onde aconteceu a sessão de tortura.
No dia 9 de janeiro de 2023, o grupo encerra as atividades da loja localizada no Shopping SP Market.